# Haruki Yoshida
Haruki Yoshida (吉田 晴稀 Yoshida Haruki?), född 20 april 2001 i Niigata prefektur, är en japansk fotbollsspelare.
Yoshida började sin karriär 2020 i Ehime FC.